# Marcin Możdżonek
Marcin Możdżonek est un joueur polonais de volley-ball né le 9 février 1985 à Olsztyn (voïvodie de Varmie-Mazurie). Il mesure 2,12 m et joue central. Il totalise 182 sélections en équipe de Pologne.

## Biographie
Il est récipiendaire de la croix de chevalier de l'ordre Polonia Restituta, décernée par le président Lech Kaczyński et remise par Donald Tusk.

## Clubs
| Club                   | De        | À         |
| ---------------------- | --------- | --------- |
| AZS Olsztyn            | 2004-2005 | 2007-2008 |
| Skra Bełchatów         | 2008-2009 | 2011-2012 |
| ZAKSA Kędzierzyn-Koźle | 2012-2013 | ...       |

## Palmarès

### Club et équipe nationale
- Ligue mondiale (1)
  - Vainqueur : 2012
- Coupe du monde
  - Finaliste : 2011
- Championnat du monde des moins de 21 ans (1)
  - Vainqueur : 2003
- Championnat d'Europe (1)
  - Vainqueur : 2009
- Championnat du monde des clubs
  - Finaliste : 2009, 2010
- Ligue des champions
  - Finaliste : 2012
- Championnat de Pologne (3)
  - Vainqueur : 2009, 2010, 2011
  - Finaliste : 2005, 2012, 2013
- Coupe de Pologne (3)
  - Vainqueur : 2009, 2011, 2012, 2013

### Distinctions individuelles
- Meilleur contreur du Championnat du monde des clubs 2009
- Meilleur contreur de la Coupe du monde 2011
- Meilleur contreur de la Ligue mondiale 2012
- Meilleur contreur de la coupe de Pologne 2012